# Hitsuji Jinja
Hitsuji Jinja (japanska: 羊神社?, Hitsujijinja) är en shintohelgedom i Tsuji-chō, Kita-ku, Nagoya, Aichi prefektur. 
Tidpunkten för helgedomens upprättande är okänd, men den beskrivs i både "Engishiki Jinmyōchō" (författad år 927) och i "Owari Kokunai Jinmyōchō" (författad under Heian-perioden), och kan därmed sägas ha funnits redan då. Den nuvarande huvudbyggnaden färdigställdes i augusti år Tenpō 9 (1838). År Meiji 5 (1872) fick den status som byhelgedom. Eftersom guden Kagutsuchi dyrkas här för skydd mot eldsvådor sägs det att dess församlingsbor lyckades undvika bränder från bombanfall under Andra världskriget. Helgedomens namn, fast med avsaknad av "hi", vilket betyder eld, lär vara ursprunget till namnet Tsuji-chō. Hitsuji Jinjas namn tros i sin tur vara kopplat till en herrgård som Tago Hitsujitayū, herre över Tago län i Kōzuke-provinsen besökte på väg till huvudstaden Nara.

## Underordnade helgedomar
- Hakusansha[2]
- Akibasha[2]
- Tsushimasha[2]
- Mitakesha[2]
- Yama Jinja[2]
- Mizu Jinja[2]
- Inarisha[2]

## Galleri

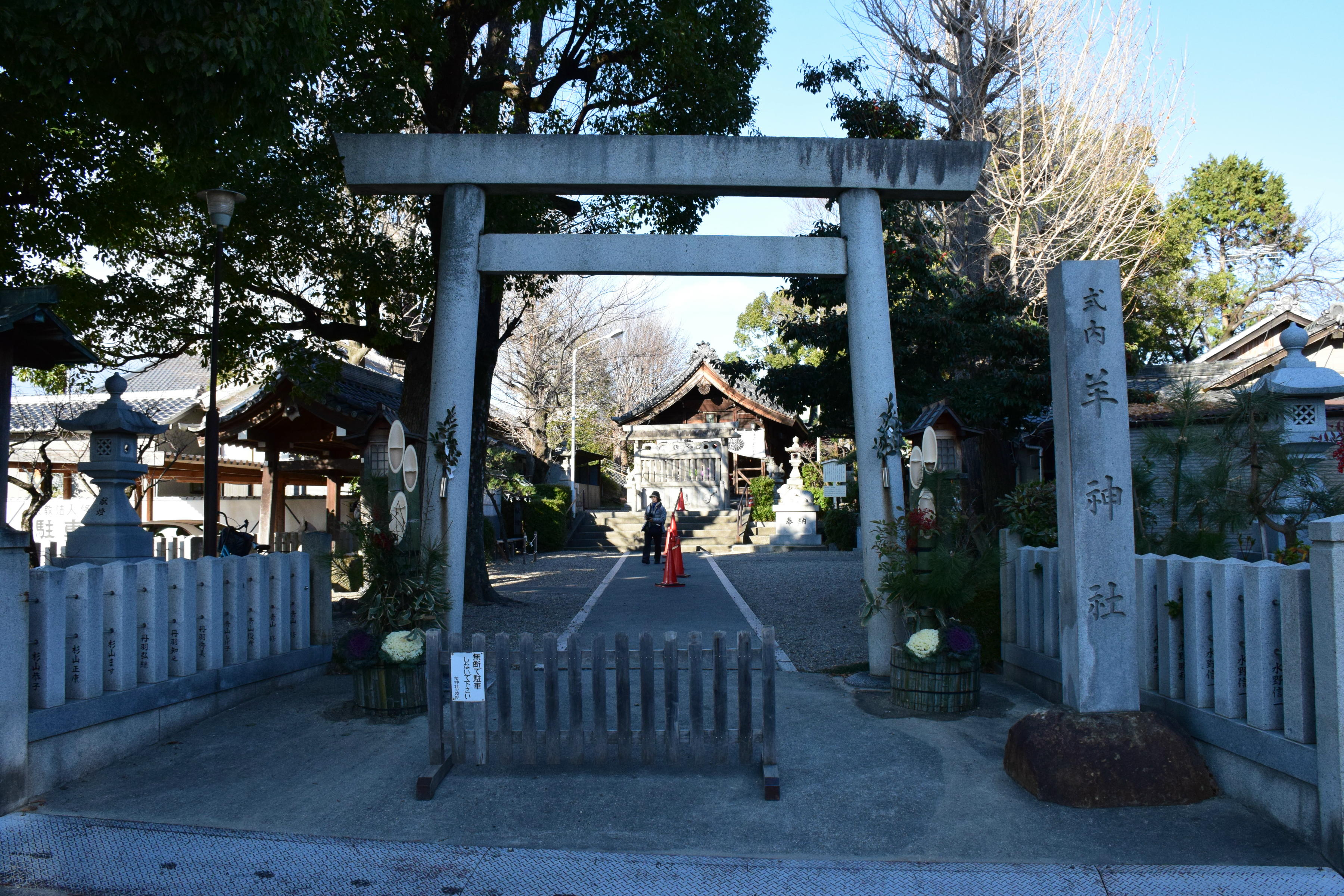
Torii
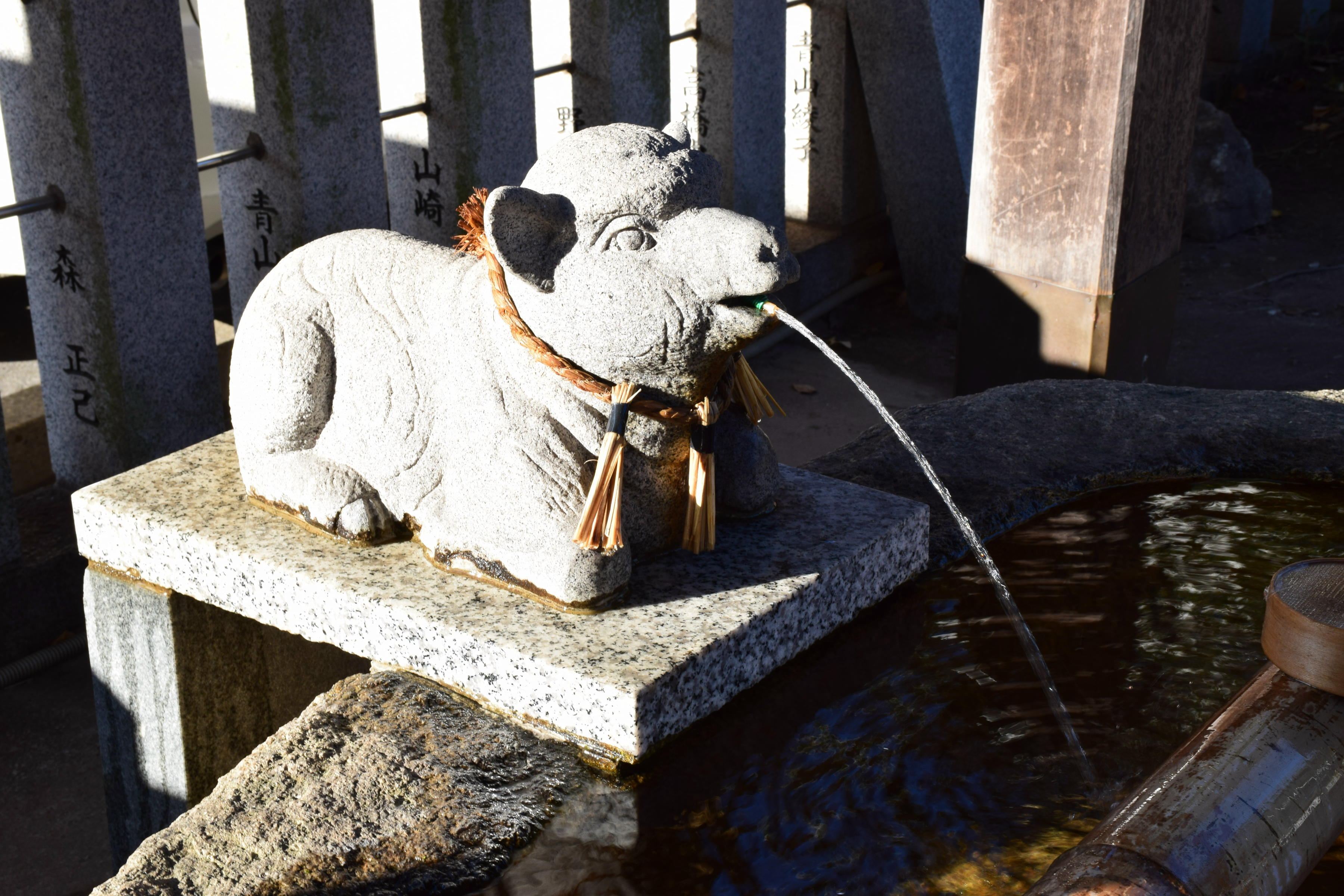
Chōzuya
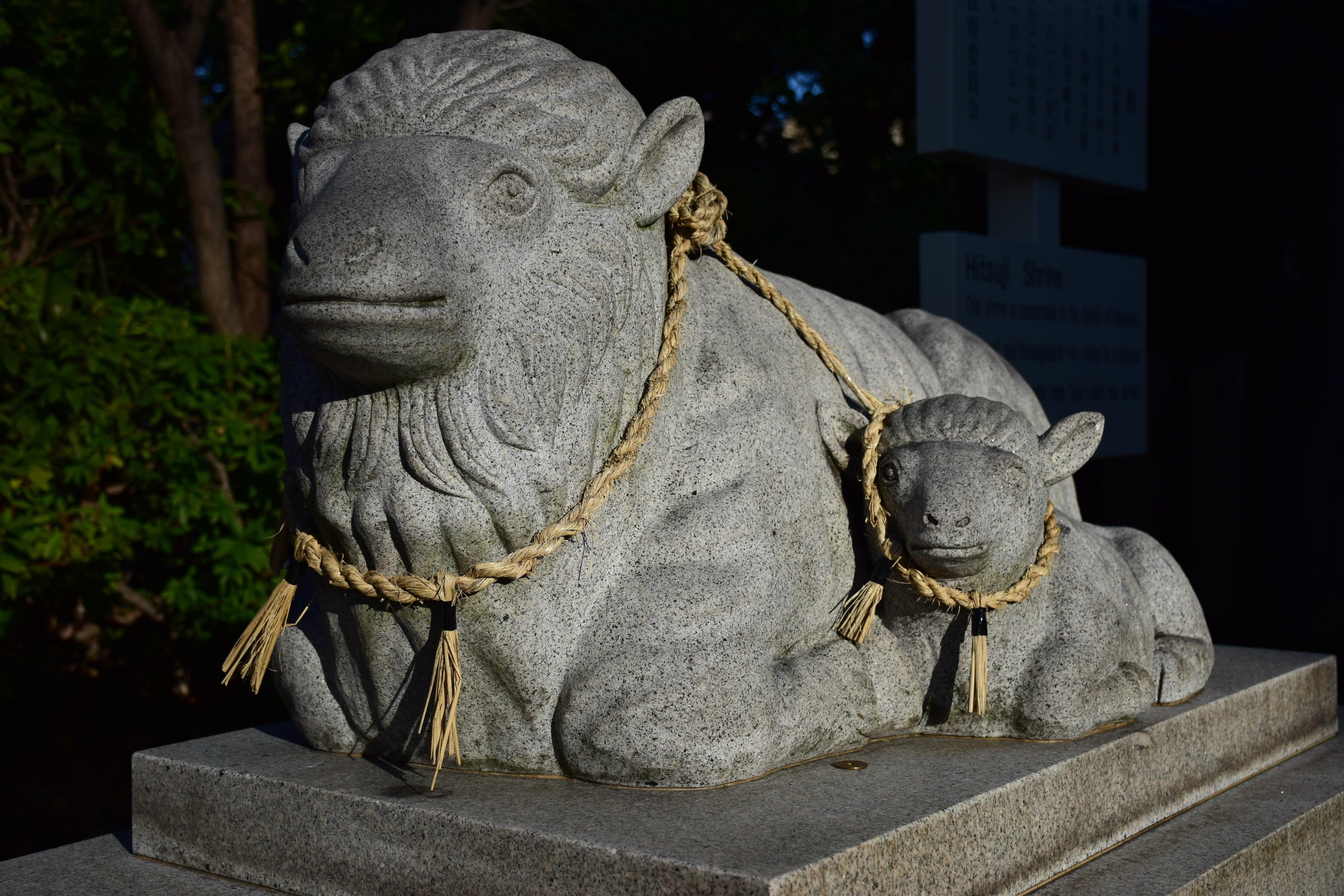